# Syphon Filter: Logan's Shadow
Syphon Filter: Logan Shadow (en español Syphon Filter: La Sombra de Logan) es un videojuego perteneciente al género de disparos en tercera persona desarrollado por la empresa SCE Bend Studio y publicado por Sony Computer Entertainment. Fue lanzado para PlayStation Portable en Norteamérica el 2 de octubre de 2007 y en Europa el 30 de noviembre del mismo año. Luego fue portado a PlayStation 2 el 1 de junio de 2010, solo para Estados Unidos. La historia del juego fue escrita por Greg Rucka y su música compuesta por Azam Ali. Siendo el sexto juego de la serie, es la secuela de Syphon Filter: Dark Mirror. También es el tercer juego de la serie en recibir una clasificación "teen" por la ESRB (Clasificación por edades: +12)

## Historia
Cuando el grupo terrorista al-Jamil asalta el buque espía USS Mt. St. Helens de la Marina de los Estados Unidos, el Comité Nacional de Supervisión de Inteligencia (NIOC) debe confiar en la Agencia para asegurar el material clasificado dentro de una bodega de carga antes de que los antagonistas lo adquieran. El director de NIOC, Robert Cordell, convence a Gabe Logan de que él es su única opción, pero Teresa Lipan responde que esta es una tarea fuera de la jurisdicción de la Agencia. Gabe acepta ir de todos modos, para tener la oportunidad de detener al líder terrorista Ghassan al-Bitar, un sirio al que casi atrapa hace un año, y con quien tiene una cuenta pendiente.
Con su compañero Lian Xing de vacaciones en Chipre, Gabe vuela al Océano Índico donde un clan de piratas somalíes llamados Warsingala Protectors han invadido el barco. Bitar los lidera, y Gabe sospecha que este asalto implica más que una mera operación de piratería. Al interceptar las comunicaciones de Spec Ops, la piloto Alima Haddad advierte a Gabe que Cordell no le contó todo, y Logan se da cuenta de que el contenido de Hold Five, un secreto incluso para la Marina de los EE. UU., es el objetivo principal de Bitar.
Al establecer un enlace con el plato de comunicaciones de St. Helens, Alima intenta extraer a Logan, pero su helicóptero es derribado. A pesar de los esfuerzos de Gabe, ella muere. Frustrado y furioso, Gabe destruye varios barcos piratas que transportaban bienes robados de St Helens y vuelve a entrar en el barco a través del casco principal dañado. Sin embargo, Bitar ya ha robado la carga dentro de Hold Five, que envían los mensajeros de NIOC.
Cuando Gabe llega al puente, los Barcos Destructores CAB5FB de la Quinta Flota ya han comenzado a lanzar misiles de crucero para hundir su propio barco. Intenta evitar que Bitar escape, pero el terrorista Fahid Tamer lo distrae. Gabe mata a Fahid y escapa del barco antes de que se hunda. Su regreso a la Agencia trae más complicaciones cuando Cordell menciona que Lian "nunca" estuvo en Chipre y produce fotografías de ella con un hombre chino, ambos en un país extranjero. Desde el punto de vista de Cordell, siendo Lian un desertor o un agente doble, la Agencia se vería comprometida y la NIOC suspende la IPCA.
A pesar de las reservas de Teresa, y al quedarse sin opciones, Gabe contrata a un experto en salvamento marítimo, Dane Bishop, para que explore el hundido St Helens en busca de archivos de mensajería NIOC que podrían tener la información de dónde estaba Lian cuando fue fotografiada. El dúo encuentra que los buzos rusos Spetsnaz también están buscando evidencia. Gabe se da cuenta de que trabajan para Surgei Kudrenko, otro antagonista que sobrevivió a un atentado que Gabe hizo contra su vida en una misión años antes. Bishop hace un agujero dentro de la nave, succionando a Logan hacia el casco, y Gabe destruye las turbinas del motor para inundar la cámara. Cuando se encuentran, la pareja evita que el reactor nuclear de la nave se derrita y matan a la mano derecha de Kudrenko, Surgeyev, antes de que el enemigo pueda escapar con los códigos de mensajería.
Los microarchivos decodificados muestran imágenes capturadas por el MI6 en Azerbaiyán. Lian y el hombre chino son rehenes, pero los Spetsnaz también lo son. buscándolos, lo que sugiere que se enteraron de St Helens a través de sus recursos de inteligencia. Para agravar la situación, los rusos están llevando a cabo asesinatos genocidas y actividades de limpieza étnica en todo el país. Creyendo que Lian podría morir, Gabe se une a Maggie Powers, quien afirma estar en la misma región para "rastrear a los contrabandistas", para averiguar quién capturó a Lian. Mientras busca en una habitación de hotel compartida por Lian y su cómplice, Gabe se encuentra con un agente del Servicio Secreto chino, cuyo nombre en código es Trinidad. Los dos luchan y matan a las Fuerzas de Elite de Investigación e Inteligencia de la Spetsnaz de Rusia (IIEFRS), pero Trinidad abandona a Logan para encontrar a Maggie por su cuenta. Aunque la rescata de los interrogadores, Kudrenko los captura después de que destruyen un avión de combate ruso.
Dentro de un gulag abandonado en algún lugar de la República de Georgia, Trinidad se enfrenta a Gabe, los chinos admiten que ella era la instructora de Lian en el MSS; pero Xing desertó cuando Gabe la reclutó en la Agencia, empañando la reputación de Trinidad. Según Trinidad, su estudiante solía estar casada con el hombre que se ve en las fotos, Shen Rei. El gobierno chino lo quiere de regreso porque es el inventor del dispositivo robado del St. Helens, y Trinidad ayuda a liberar a Gabe de la custodia para que pueda encontrarlos. Logan se pregunta sobre la importancia del dispositivo, de modo que países como Estados Unidos, Rusia, China y Siria lo quieren. Comienza a sospechar que Maggie también está intentando adquirirlo para Inglaterra y no sabe en quién confiar.
Gabe y Maggie organizan una fuga de la prisión rusa, después de lo cual Gabe mata a Kudrenko durante un tiroteo en un avión, pero Cordell arresta a Maggie y le dice a Logan que ha cerrado la agencia; porque NIOC cree que Shen y Lian trabajan para Bitar. Cordell había utilizado a Gabe desde el principio para localizarlos. El NIOC ahora sabe dónde está el bastión del desierto de al-Jamil, pero Logan se ve obligado a aceptar la jubilación anticipada. Contra su creencia de que Cordell tiene razón, Teresa le informa a Gabe que Lian está enamorado de él y debe ser prisionero de Bitar si ninguna de las potencias mundiales tiene a Shen. Gabe se da cuenta de que Cordell bombardeará la base de al-Jamil y matará a Lian.
Ayuda a varios Rangers del ejército en el asalto a una instalación de al-Jamil, pero Gabe debe ingresar al búnker por su cuenta en busca de Bitar. Encuentra a Lian con vida y los dos estudian el dispositivo de Shen, el XZ-2. Entonces resulta que el dispositivo es la solución de Shen a la crisis energética, pero China quería convertirlo en un arma. No dispuesto a que un instrumento tan pacífico se convirtiera en un arma de guerra, Shen desertó con la ayuda de Lian y huyó a Pakistán. Gabe encuentra información que prueba que Cordell contrató a Bitar como un medio para llevar a Shen a los mensajeros de NIOC. Cordell estaba desesperado por recuperar el XZ-2 antes de que pudieran hacerlo las naciones competidoras, pero Bitar tenía otros planes. Este último eligió robar el dispositivo y usar Shen para fabricar bombas que destruirían las fuentes de petróleo, lo que impulsaría la influencia occidental desde el Medio Oriente.
Todo lo que hizo Cordell desde entonces fue un encubrimiento, y Gabe hace que los soldados se lo lleven para asegurar su propia jubilación anticipada. Lian tiene dificultades para hablar con Gabe sobre Shen, y Gabe se enfoca en detener a al-Jamil en una presa siria que Bitar usará para cargar el último de los dispositivos XZ-2 para futuros ataques en Occidente. Durante la misión, Lian se distrae con salvar a Shen y abandona su puesto para encontrarlo, quedando incomunicada en el proceso. Gabe llega primero a Shen, y los dos desactivan la mayoría de las bombas XZ-2 antes de ir tras Bitar. El terrorista intenta escapar con la bomba final, pero Shen la arregló como un fracaso. Gabe dispara al dispositivo saboteado, destruyéndolo y matando a su adversario.
Encuentra a Lian y Shen fuera de la presa, pero también aparece Trinidad. Ella ha seguido a Gabe todo el tiempo, incluso cuando estaba en Virginia. La opinión de Trinidad es que Logan debe mantenerse con vida solo para que pueda llevarla a Shen, ella disparó a Gabe y asesinó a los agentes de al-Jamil en varias ocasiones, pero todavía cree que él es prescindible a largo plazo. Shen no está dispuesto a dejar que su dispositivo se convierta en un arma, por lo que se suicida.
En una escena posterior a los créditos, Gabe y Lian regresan al gimnasio en Langley donde Teresa había instalado el centro de comando remoto durante el cierre de la Agencia. Gabe ha decidido retirarse, creyendo que hay demasiados secretos en su trabajo. En cambio, buscará a Addison y Blake Hargrove mientras intenta comenzar una nueva vida. Entran para encontrar a Mujari tirado en el suelo muerto y Teresa herida. Ella les advierte que tengan cuidado y Trinidad les tiende una emboscada. Gabe empuja a Lian a un lado y mata a Trinidad, pero él mismo recibe cuatro disparos. Se acuesta en el suelo mientras Lian grita y trata de revivirlo.

## Modo de Juego
Syphon Filter: Logan's Shadow(La Sombra de Logan) se juega desde una perspectiva en tercera persona. Con la física Havok, los enemigos y los objetos van a reaccionar con realismo a los disparos y otros medios de interacción.
Logan's Shadow dispone de armas y mecanismos de juego. Esto incluye adiciones al sistema de cobertura como el movimiento de lado a lado, inclinándose, y el fuego ciegos alrededor de los obstáculos y las esquinas, un sistema de combate cuerpo a cuerpo avanzado que permite a Gabe usar enemigos como escudos humanos, de combate bajo el agua, y la capacidad de mandar a otros personajes.

## Multijugador
Ahora los jugadores pueden jugar como nuevas facciones en cinco modos de juego, dos de los cuales son nuevos en la franquicia. Los nuevos modos de presentar son el sabotaje y la recuperación. Sabotaje enfrenta a dos equipos uno contra el otro mientras tratan de localizar a los códigos de la bomba y el brazo de cabeza nuclear del otro equipo y guárdela para evitar que se desarme la bomba hasta que el temporizador se agota, mientras recuperación tiene jugadores tratando de recuperar un faro de la base del enemigo y volver a su propia base para anotar un punto. Devolución de los modos son Deathmatch, Team Deathmatch, y Agente Corrupto.

## Combat Ops Gratis
Syphon Filter: Combat Ops es un videojuego de tipo multijugador exclusivo lanzado para la PlayStation Network el 20 de noviembre de 2007. La sombra de Logan cuenta con un modo jugable "tipo avance" en el menú principal..
Los jugadores pueden crear diferentes "misiones", mediante la edición de mapas preexistentes (mediante la adición de sus propios objetos, armas, objetivos, puntos de la freza, facciones, etc) y otra información. Las misiones se pueden colocar en línea y compartir con otros jugadores o por medio de Ad hoc.

## Recepción
IGN ha llamado Shadow Logan "un digno sucesor de Dark Mirror" y que tiene "una experiencia más profunda que supera a Dark Mirror en todos los sentidos", y también se refiere a él como uno de los mejores juegos de PSP del año.GameSpyle da crédito a Greg Rucka por escribir una historia tan envolvente y compleja.